# Războaiele daco-romane
Războaiele daco-romane (101-102, 105-106) au fost două războaie între Imperiul Roman și Dacia (Regatul Dac), în timpul domniei împăratului Traian.

## Primele lupte

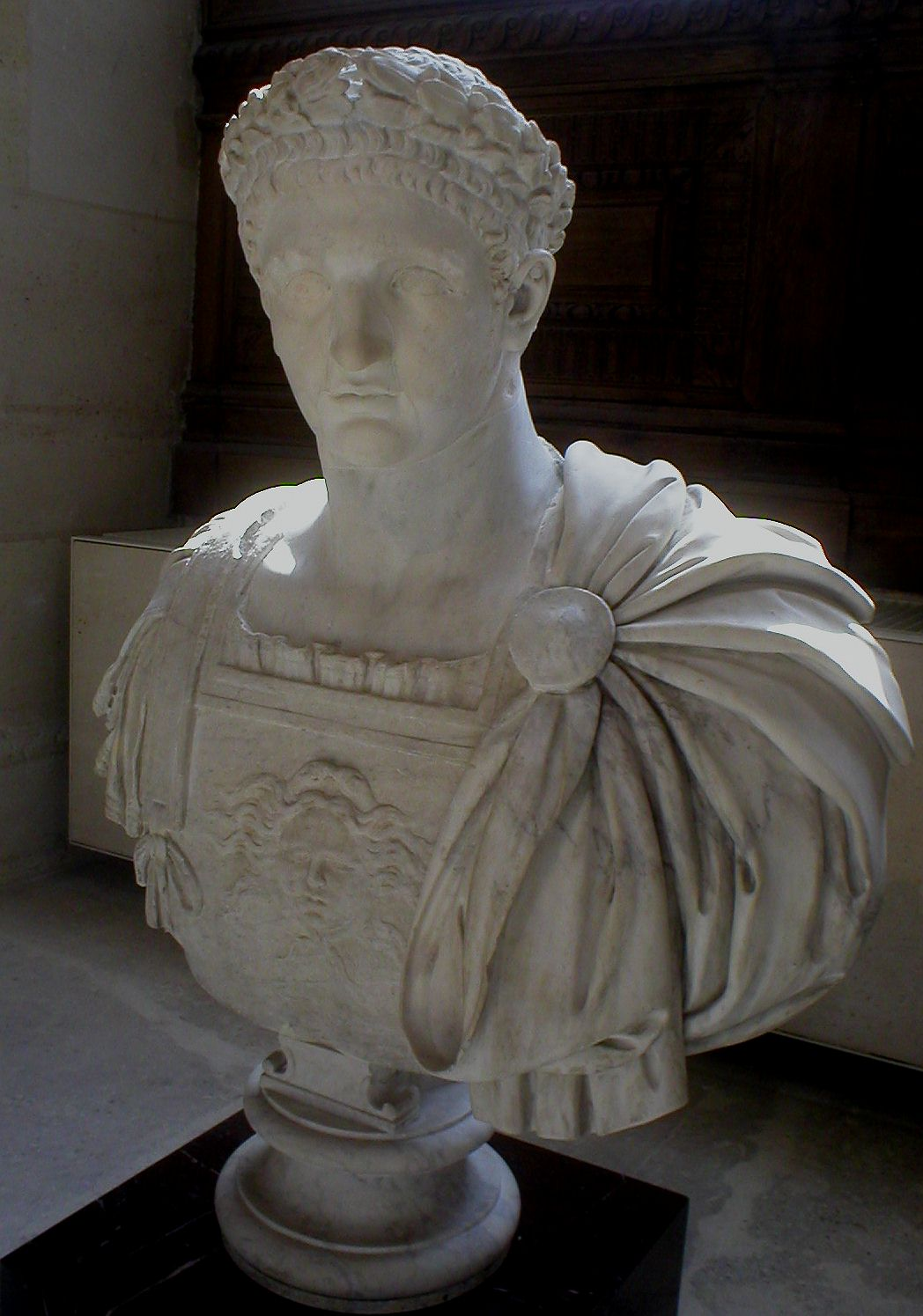
Domitian

În timpul domniei împăratului Domițian, izbucnesc o serie de războaie cu dacii. Conform lui Iordanes, în Getica, goții/geții au încetat alianța „foedus” încheiată cu romanii și au devastat malul Dunării sub comandă lui Duras, nimicind armatele și pe comandanții lor, în provincia Moesia condusă de Agrippa și Oppius Sabinus. Romanii au fost învinși, iar Oppius Sabinus a fost decapitat. "Goții" au năvălit asupra castrelor și orașelor și le-au prădat. 
Geții, clientelari Romei, ca aliați de nădejde față de amenințările din partea populațiilor germanice și sarmatice, ar fi năvălit din cauza măsurii lui Domițian de reducere a stipendiilor plătite regilor acestora, o măsură determinată de dificultățile economice pe care le traversa imperiul, astfel, subsidiile romane serveau la întărirea unui front. 
Dacii au trecut Dunărea, pe gheață, în iarnă anilor 85/86, iar Domițian a condus trupele în Illyricum, încredințând comandă armatei lui Cornelius Fuscus, prefect pretorian, unul dintre suporterii împăratului Vespasian în războiul civil din 69 . Armata romană a traversat Dunărea pe un pod de corăbii. Conform lui Suetonius, Domițian a mai condus lupte împotriva chaților (un trib germanic) și împotriva sarmaților. 
Duras i-a lăsat conducerea lui Diurpaneus, fiind „dibaci în a întinde curse, un bun luptător, știind să aleagă prilejul pentru a-i atacă pe romani și a se retrage la timp”(Cassius Dio).
Domițian a rămas o vreme în orașul Naissus, de unde trimitea la război alți comandanți de armate, dar aceștia nu biruiau armatele geților. Împăratul a decis să separe provincia Moesia, mult prea întinsă că să fie apărată, în Superior și în Inferior. 
Se baza pe câteva legiuni: I Italica la Novae, V Macedonica la Oescus, VII Claudi la Viminacium, și V Alaudae, precum și trupe auxiliare, astfel, grosul forțelor romane era stabilit spre Oltenia și Banat, pentru a feri Moesia de un atac al dacilor din munți. Punctul slab defensiv roman era în sectorul dobrogean al Dunării. Astfel, dacii au condus cu ușurință atacul. 
În cursul anului 86, invadatorii daci au fost respinși de peste Dunăre.
Diurpaneus i-a trimis o solie comandantului Fuscus, spunând că va încheia pace dacă Domițian le va ordona romanilor să le dea fiecare, câte doi oboli (Cassius Dio). 
Fuscus refuză, și orgolios, se aruncă în lupta fără precauție. În primăvară anului 87, armata romană a traversat Dunărea pe un pod de vase, între Vidin și Orlea, urcând pe Olt, deși sunt ipoteze cum că ar fi traversat Dunărea prin Drobeta. Armata romană a înaintat prin zona de dealuri subcarpatice din Mehedinți, trecând râurile Motru și Jiu. Intenționau să traverseze munții prin pasul Vălcan, pentru a se îndrepta spre Sarmizegetusa. 
Diurpaneus își valorifica calitățile de strateg militar, se retrage din calea armatei romane și îi pregătește o ambuscadă, lăsându-l pe general să se aventureze prin munți. L-a atacat pe neașteptate. Legiunea Legio V Alaudae a fost măcelărită la Tapae, comandantul Cornelius Fuscus ucis, iar tabăra soldaților a fost jefuită. Armele, mașinile de război preluate, stindardul luat de la Cornelius Fuscus au fost găsite abia după primul război daco-roman. De atunci, Diurpaneus a primit numele de „Decebal” ce însemna „un om mai puternic decât zece oameni sălbatici”.

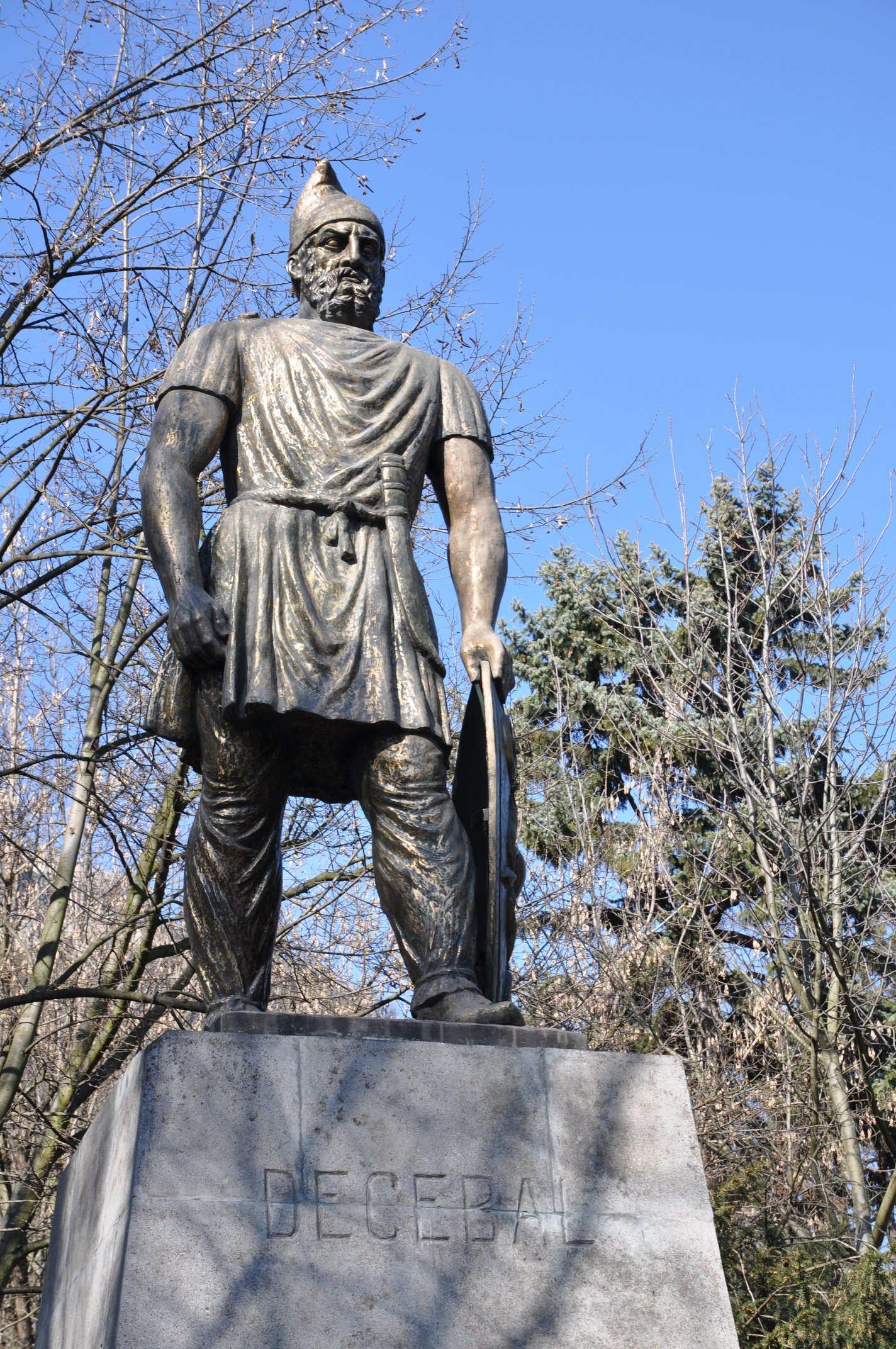
Decebal

Eșecul dezastruos al generalului Fuscus a produs o puternică panică la Roma. Romanii reiau ofensivă anul următor, la comanda armatei fiind pus Tettius Iulianus, fost consul, general prudent și experimentat, veteran al războaielor de la Dunăre. 
A ales să înainteze prin Banat. Îi obligă pe soldați să scrie pe scuturi numele lor și ale centurionilor, pentru a-i deosebi pe cei viteji de cei lași. Lupta s-a produs tot la Tapae, învingându-i pe daci. Decebal, pentru că nu putea scăpa cu fuga, s-a trântit la pământ, prefăcându-se mort, fugind în timpul nopții. Temându-se ca romanii să nu ajungă în capitala sa, a poruncit să fie tăiați copaci și puse arme pe trunchiuri, ca romanii să creadă că sunt soldați daci și să se retragă înspăimântați. Locul bătăliei a fost identificat cu Poarta de Fier a Transilvaniei.
Domițian a venit în Pannonia să se lupte cu dacii. Dar între timp, Lucius Antonius Saturninus , comandant al armatei romane în Germania Superior, s-au revoltat. A trimis soli de pace la marcomani ca să ceară sprijin în luptele cu dacii, dar a fost refuzat. Ulterior, împăratul a organizat o expediție de pedepsire împotriva cvazilor și marcomanilor ce i-au sprijinit pe daci. Decebal i-a trimis soli de pace, dar Domițian a poruncit uciderea acestora. A plecat peste Rin unde forțele sale au fost învinse de marcomani.
Fiind presat, Domițian a trimis o solie lui Decebal, îndemnându-l să încheie un tratat de pace. Decebal a primi propunerea, trimițându-i pe Diegis și alți câțiva bărbați, că să-i predea armele și câțiva prizonieri. Diegis a primit o diademă pe cap de la Domițian, iar soldaților le împărți onoruri și bani.
Împăratul Domițian nu și-a permis să-și ia titlul triumfal, dar a sărbătorit un triumf conform lui Statius, în Silvae. Pacea este privită ca un compromis.  Decebal, conștient fiind de amenințarea permanentă a populațiilor de sarmați iazygi și roxolani ce trăiau la est de Dacia, precum și de populațiile germanice din nord-vest, a acceptat ușor pacea. A primit ingineri romani care să construiască fortificații defensive. Ca rege aliat al Romei, cu sprijin financiar anual de 8 milioane de sesterți și sprijin militar roman, Decebal putea face față primejdiei, iar în spiritul „foedus”-ului, o trupă romană, condusă de Vellius Rufus, staționa în regatul său pentru o expediție împotriva populațiilor de dincolo de Dacia. Această pace a fost socotită de romani ca o rușine, căci văzură în ea o formă deghizată de a plăti tribut barbarilor. Lucrul acesta a contribuit mult la omorârea împăratului Domițian, la care au luat parte senatorii nemulțumiți de tirania lui și chiar, se spune, soția lui.

## Primul război

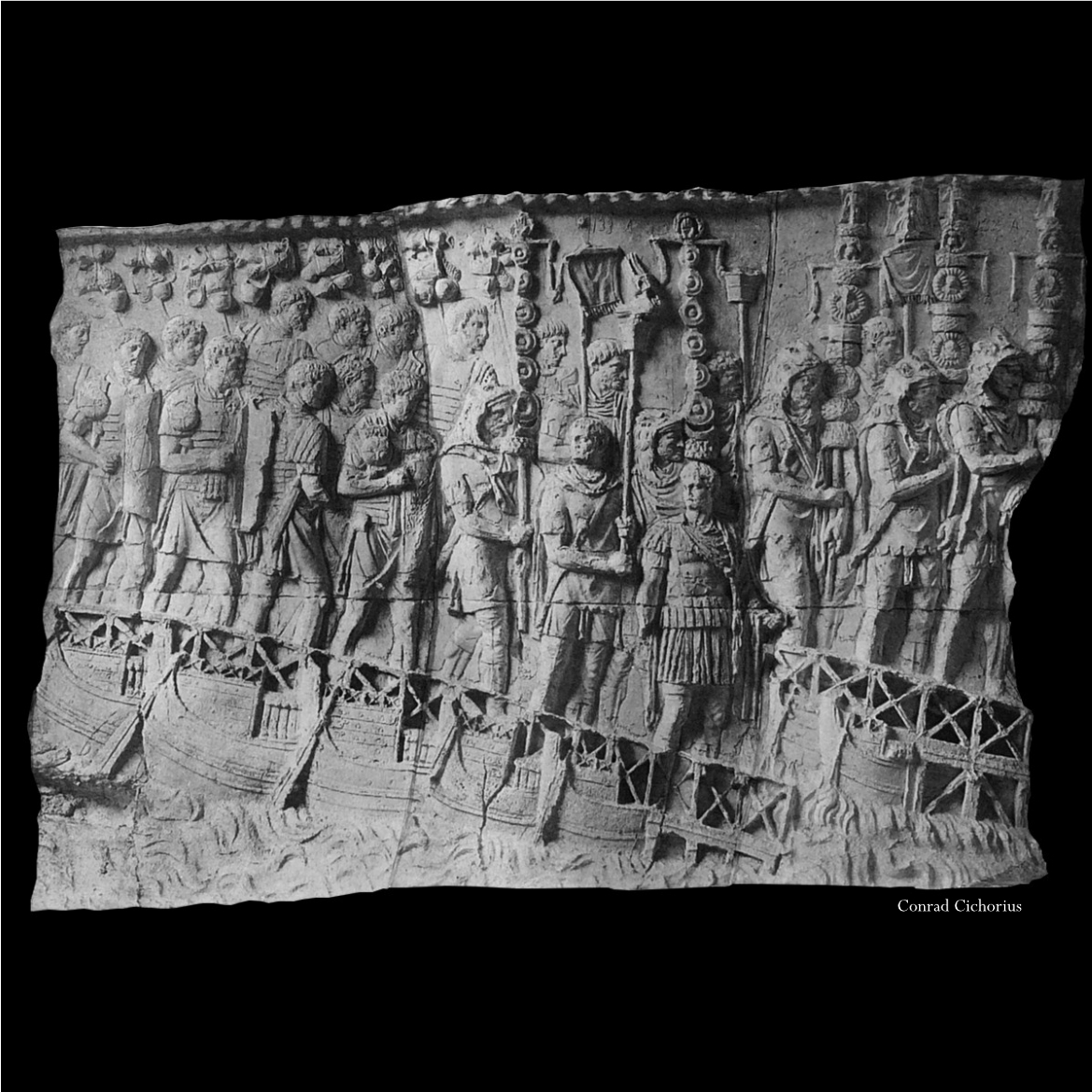
Inceputul expeditiei

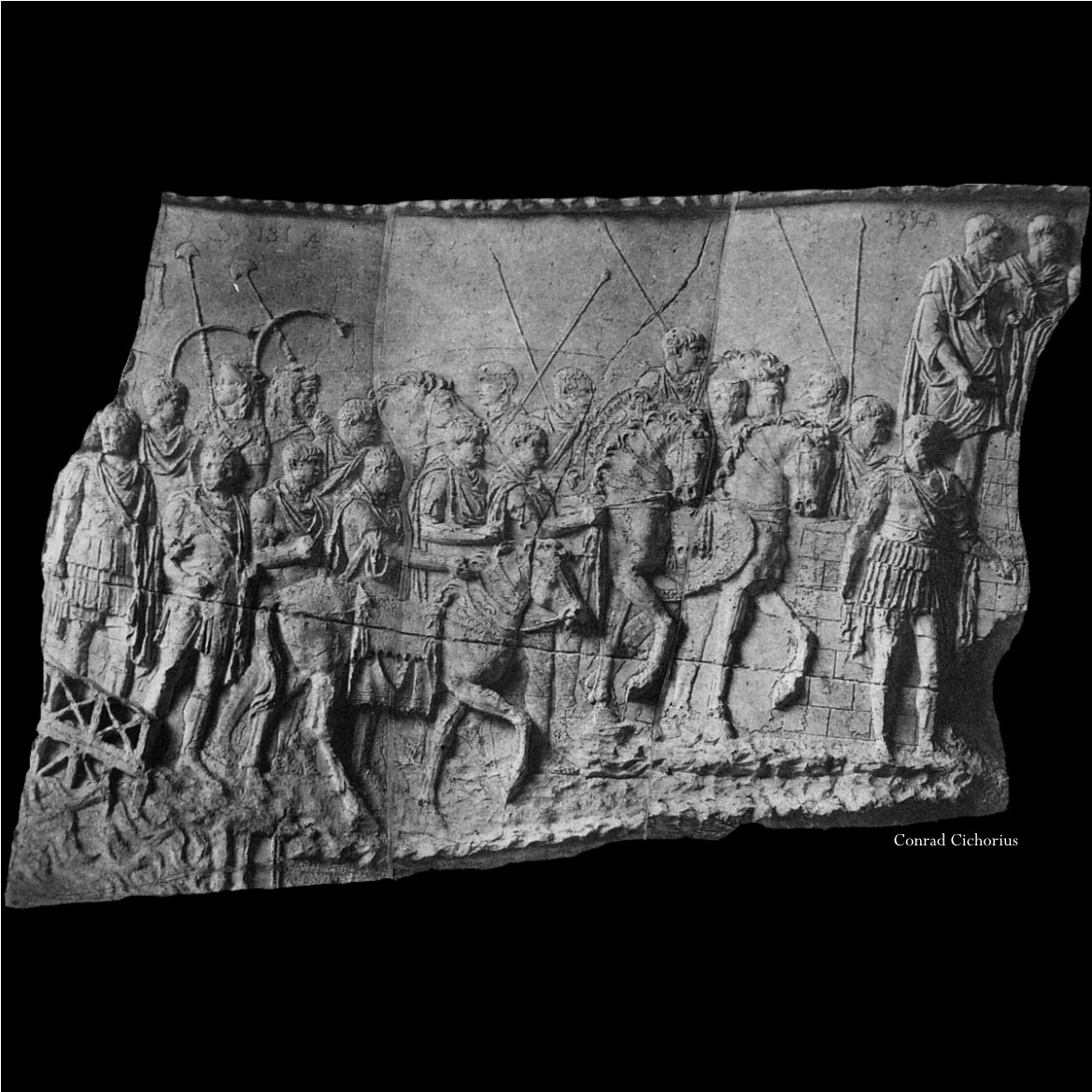
Plecarea

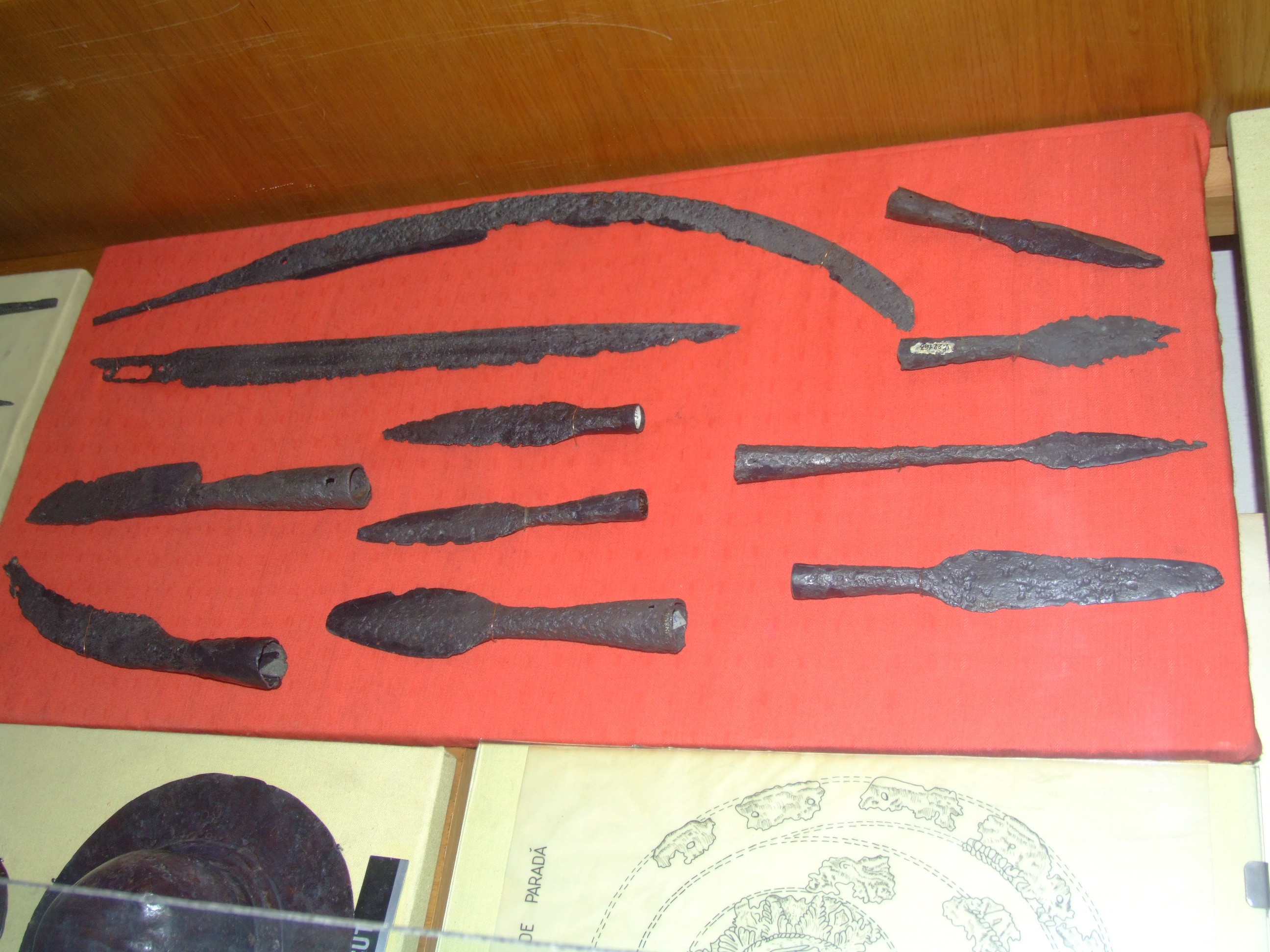
Arme ale dacilor

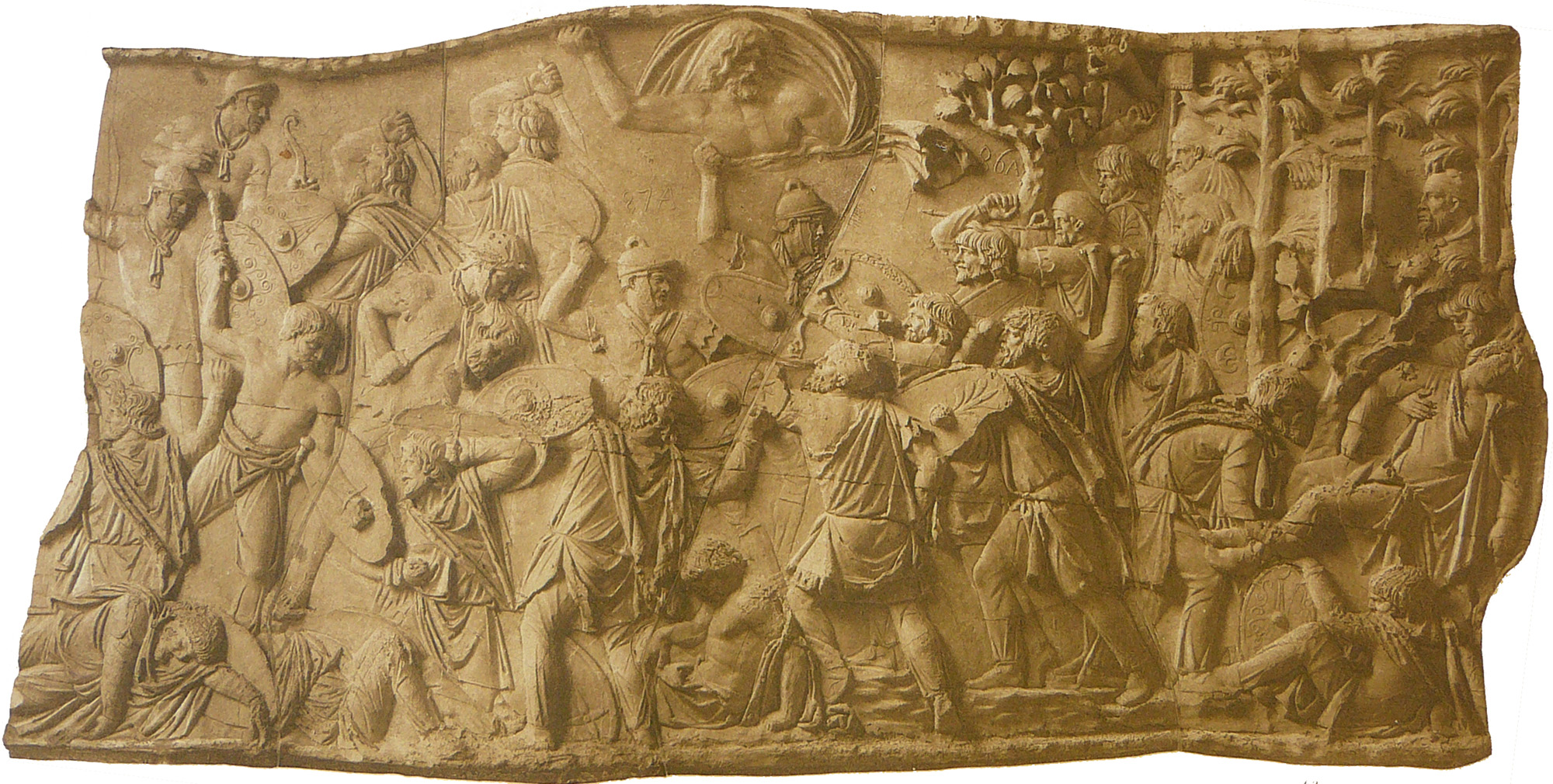
Batalia de la Tapae

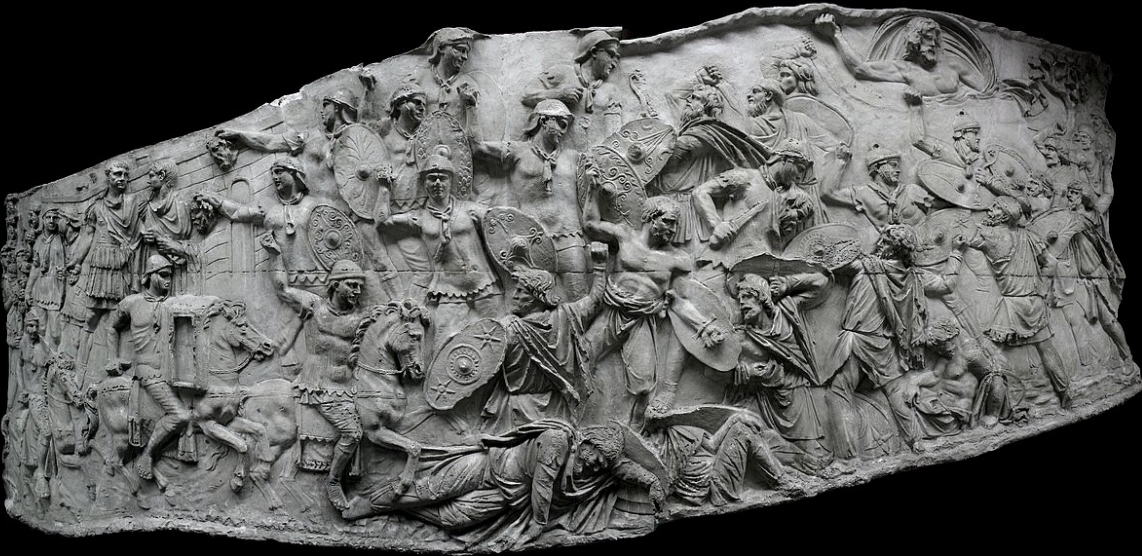

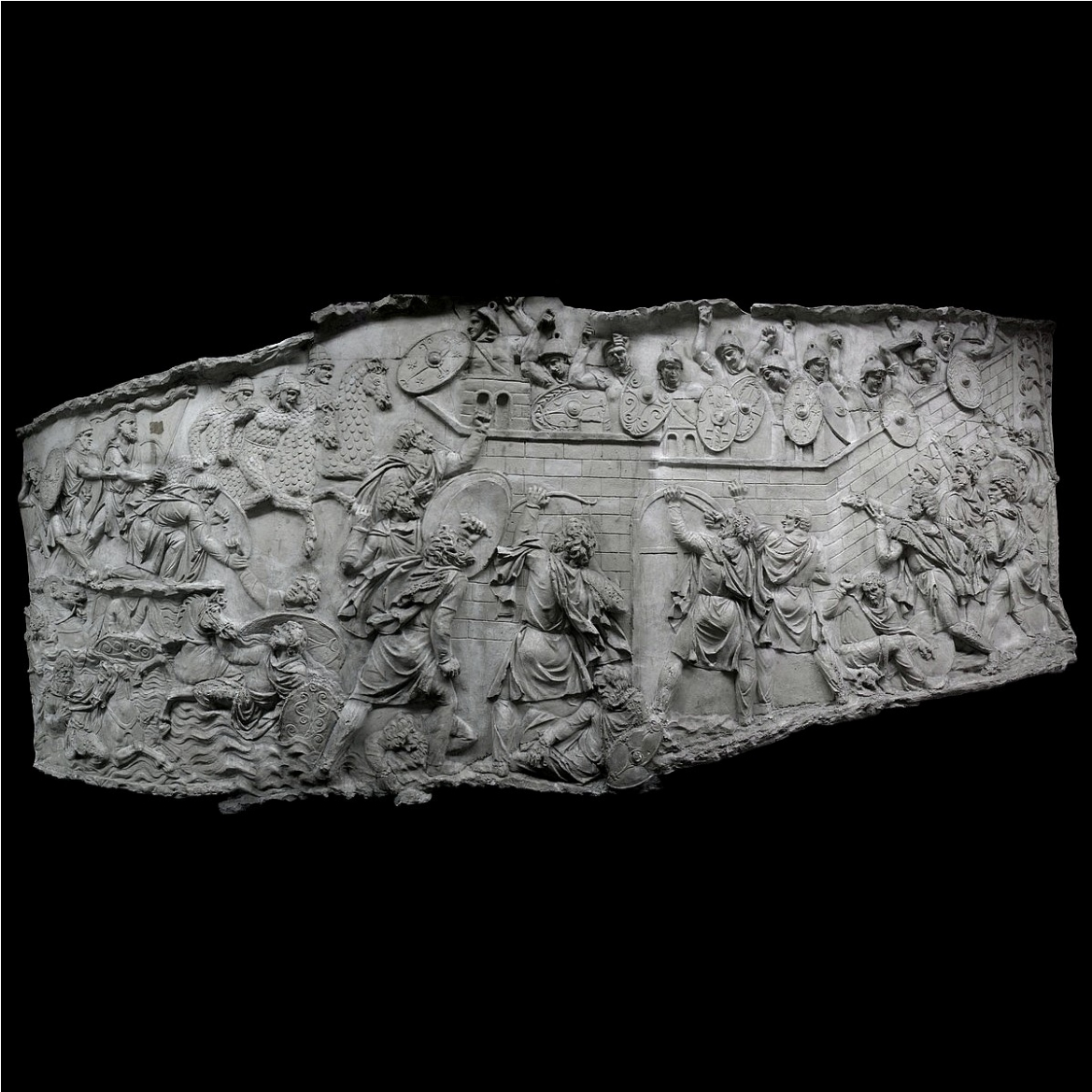
Asediu

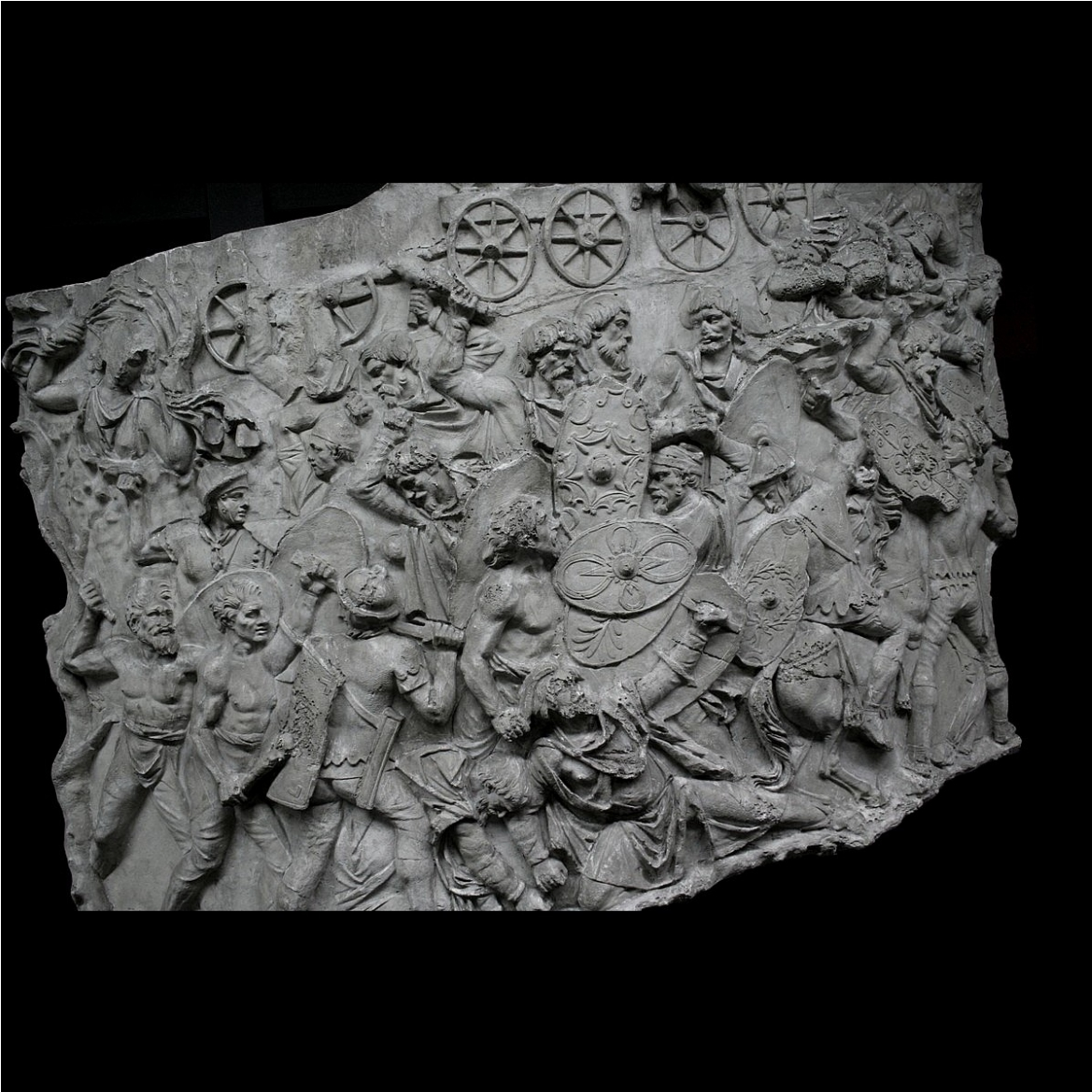
Lupte

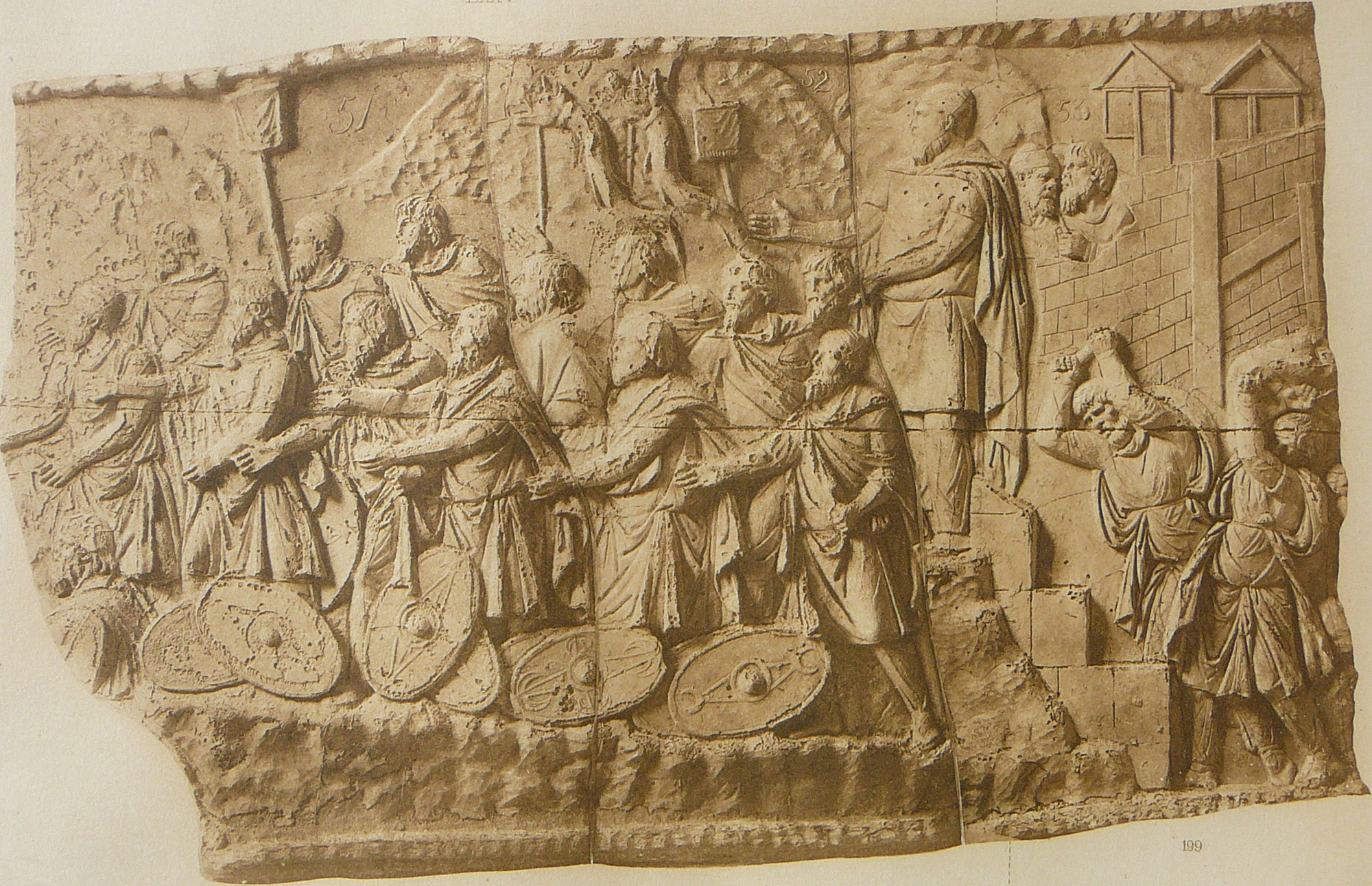
Predarea dacilor

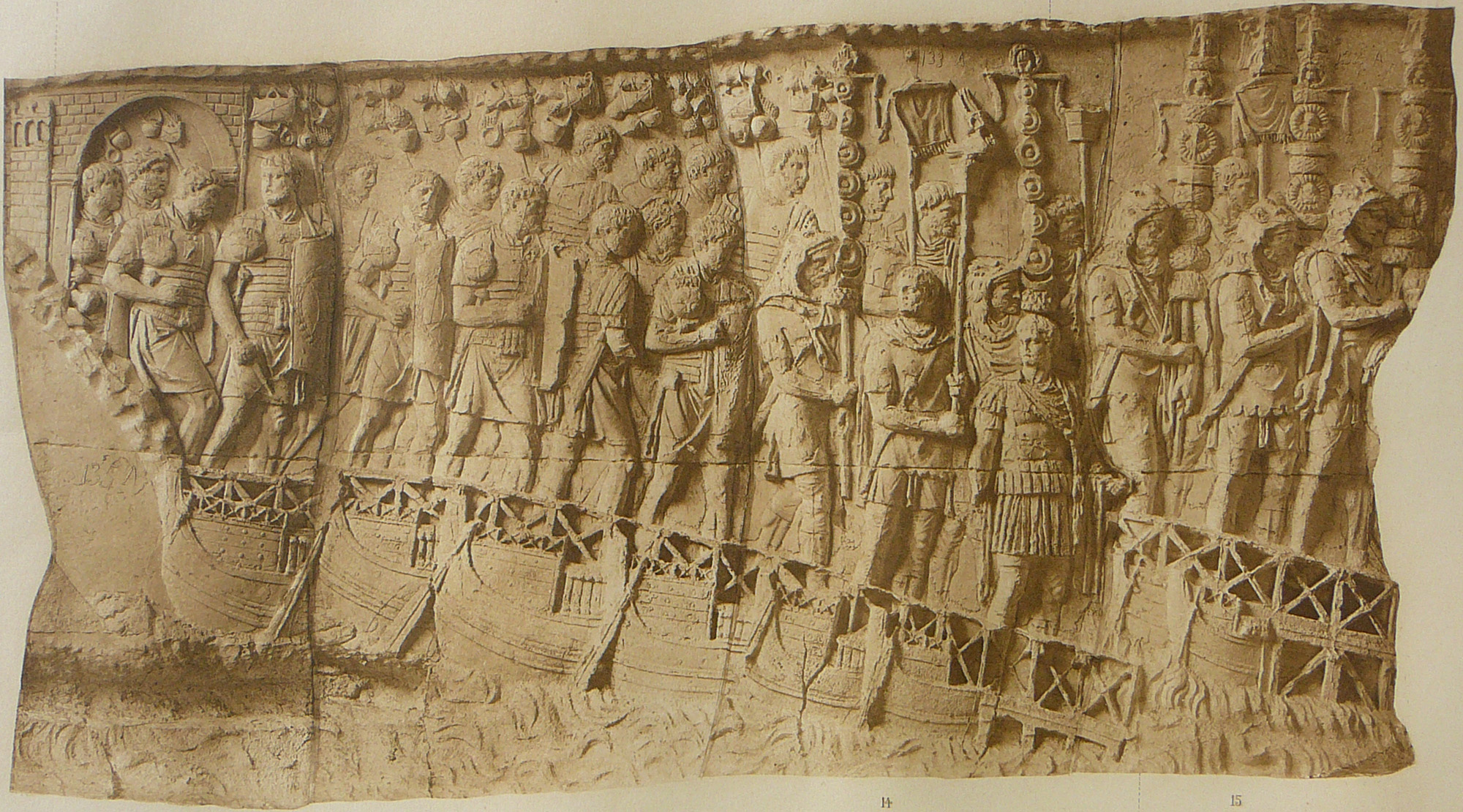
Traversarea Dunarii

Pe tot parcursul secolului I, strategia politicii romane dicta că amenințările din partea statelor vecine Imperiului să fie eliminate cât mai repede. În ciuda unei oarecare cooperări de natură diplomatică cu Domițian, după o invazie anulată, Decebal a continuat să se opună Romei. Regatul Dac rămăsese prin urmare considerat la Roma ca o puternică amenințare. În acea perioadă, Roma avea de luptat cu problemele financiare provocate de campaniile de cucerire din Europa, în parte datorate conținutului redus de aur din monedele romane stabilit de împăratul Nero. Zvonurile confirmate despre aurul dacic și despre alte bogații ale acestei țări au contribuit și ele la conflictul romano-dac. Alt motiv a fost cel al poziției strategice a Daciei. Ca urmare, noul împărat Traian, el însuși un soldat și tactician experimentat, a început pregătirile pentru un război decisiv împotriva Daciei.
La 25 martie 101, împăratul Traian a părăsit Roma și s-a îndreptat cu forțele romane spre Moesia Superior, ce reprezenta baza de pornire a operațiilor militare, după pregătiri de trei ani. 
Pentru a facilita concentrarea trupelor și legăturile cu Pannonia, a întreprins lucrări. Pe malul drept al Dunării, în clisura Cazanelor, a ordonat tăierea unui drum în stâncă. Pentru a ușura legăturile pe Dunăre, împiedicate de cataractele de la Porțile de Fier, a ordonat săparea unui canal de-a lungul malului drept, între localitățile Șip și Carâtaș din Serbia.
Armata romană era alcătuită din patru legiuni panonice: I, II Adiutrix, XIII și XIV Germina, două legiuni moesice din Moesia Superior: IV Flavia și VII Claudia, trei legiuni moesice din Moesia Inferior: I Italica, V Macedonica, XI Claudia, și altele aduse de la Rin, în total fiind 13-14 legiuni (70 000 de soldați), plus trupele auxiliare că alae și cohortele, dar și formațiuni etnice din rândul altor popoare că mauri, palmireni, asturi. Operațiunile de debarcare erau menținute de flota dunăreană, Classis Flavia Moesica. În total, numărul celor care participau la forța de invazie era de 150 000 de oameni. Comanda trupelor a fost încredințată unor generali și ofițeri veterani, ca Iulius Sabinus, Terentius Scaurinus, Iulius Quadratus Bassus, care vor fi guvernatorii Daciei.
Armata dacilor era alcătuită din 50 000 de soldați, din călăreți ce luptau cu arcuri și pedestrași înarmați cu paloșe curbe - siccae, săbii drepte sau curbe - falces, și aveau că stindard balaurul-draco.
Decebal s-a coalizat cu bastarnii și sarmatii, ba chiar a trimis în dar un sclav regelui Parthiei, Pacorus al II-lea. A trimis soli la nord de Marea Neagră, la sarmați, roxolani și alani pentru a le cere sprijinul.
Armata romană a traversat un pod de vase pe Dunăre după ce au ieșit din poartă cetății Viminacium, traversând Banatul spre Tibiscum. O a doua coloană a armatei a pătruns în Dacia la Dierna-Orșova, înaintând pe valea Cernei și a Timișului, întâlnind prima coloana la Tibiscum. A treia coloană a pătruns prin Drobeta, traversând pe sub munți pe la Cătune, Vartu și Porceni, , urcând apoi pasul Vălcan până la Sarmizegetusa. Erau construite castre, drumuri și poduri pentru a menține siguranță armatei.
Armata romană înainta fără incidente, iar Decebal s-a decis să-i aștepte într-un loc prielnic, la Tapae, unde dacii și-au stabilit tabăra. Conform lui Cassius Dio, Traian primește un sol care îi aduce o ciupercă mare pe care scria cu litere latine că romanii să se retragă. Traian a refuzat dur și a continuat înaintarea. Bătălia decisivă s-a desfășurat la Tapae . Dacii au rezistat în față ofensivei romane, dar, la izbucnirea unei furtuni, aceștia, considerând-o un semn de la zei, au hotărât să se retragă.Din cauza apropierii iernii, Traian a hotărât să aștepte primăvară pentru a-și continua ofensiva asupra Sarmizegetusei. Decebal se retrage spre un cuib de vulturi din munți și rezistă în cetățile întărite cu ziduri de piatră. Unele cetăți sunt ocupate de romani.
În iarna 101-102, Decebal a organizat o diversiune. A trimis trupe dacice împreună cu sarmați, roxolani și burii germanici asupra Dobrogei. Atacurile au surprins garnizoanele romane, iar invadatorii prăduiesc. Traian ordonă participarea la lupta numai a auxilierilor germani. Armata dacă, împreună cu roxolanii și iazigii, a traversat Dunărea înghețată, dar, deoarece nu era destul de frig, gheața s-a rupt sub greutatea lor și mulți au murit în apa înghețată. Traian a plecat cu armata din munți, urmându-i pe daci în Moesia. O prima ciocnire a avut loc în timpul nopții, cu pierderi nesemnificative de ambele părți, și fără un rezultat decisiv. Călăreții roxolani sunt înfrânți. Fiind atacați de pretutindeni, dacii sunt învinși.
Bătălia s-a desfășurat la Adamclisi pe locul unde împăratul va fonda "Orașul Victoriei", purtând numele de Nicopolis ad Istrum. 
Tratativele eșuează, iar luptele se reiau. Traian a ocupat munții intăriți și a găsit armele, mașinile de război romane și stindardul lui Fuscus. 
Dacii sunt copleșiți de armata romană, mai numeroasă și dotată cu o tehnică militară adecvată pentru asedierea cetăților. Decebal a trebuit să accepte condițiile impuse în schimbul păcii.
Condițiile păcii au fost următoarele: predarea armelor, mașinilor de război, constructorilor, dezertorilor, distrugerea zidurilor cetăților, retragerea trupelor dacice de pe teritoriul cucerit de romani (Banat, Oltenia), Decebal să devină rege clientelar al Romei, se pierdea politică externă independenta. 
Traian și-a staționat o oaste romană la Sarmizegetusa, precum și în castre din Banat, Țara Hațegului, Oltenia, Muntenia, sudul Moldovei și în sud-estul Transilvaniei. Adevărata intenție a lui Traian era să transforme Dacia într-o provincie, și astfel, i-a ordonat arhitectului Apollodor din Damasc să construiască un pod de piatră peste Dunăre, intre Drobeta și Pontes, două castre. 
Decebal se pregătea în taină pentru revanșă, inarmandu-și forțele și reconstruindu-și cetățile. A trimis soli la regele parților, precum și la marcomani, cvazi, carpi și costoboci, bastarni, sarmați și roxolani, cerând sprijin.Se estimează că cel mai probabil dacii au avut mai puțin de 20.000 de oameni capabili de luptă împotriva invaziei.

## Cel de-al doilea război
Decebal nu respectase acordul, și astfel, Senatul l-a decretat pe Decebal din nou ca "inamic al Romei", iar Traian a pornit cu generalii la un nou război. Trupele romane au părăsit Roma la 4 iunie 105, îmbarcându-se la Brundisium. Traian este întâmpinat de o solie dacă, care îi cere pace. Traian nu acceptă condițiile impuse de regele dac. Decebal însuși a întins o cursa trupelor romane, gata să-l ucidă pe împărat, trimițând dezertori în Moesia. 
Decebal l-a capturat pe comandantul unei legiuni, Longinus, și l-a obligat să mărturisească planurile împăratului. Longinus nu i-a dezvăluit nimic, iar Decebal a trimis din nou o solie împăratului pentru a cere bani și înapoierea teritoriilor în schimbul eliberării lui Longinus. Traian i-a răspuns prin vorbe îndoielnice că nici nu-l prețuiește, dar nu dorea să-l piardă, dar nici să-l scape cu sacrificii mari. Longinus se otrăvește, nu înainte să trimită o scrisoare plină de rugăminți prin intermediul libertului lui Traian. 
Decebal făgădui lui Traian că-i va da în schimbul libertului trupul lui Longinus și zece prizonieri. Traian refuză să-l trimită pe libert înapoi. 
Ostilitățile au reizbucnit. Decebal cere pace după ce a observat că mulți nobili-comati daci au trecut de partea romanilor. 
Traian și trupele romane au traversat Dunărea pe podul construit. În vara anului 105, romanii au atacat Dacia în mai multe direcții: din vest, prin Banat până spre Valea Mureșului și pe valea Apei Orașului; dinspre sud, de la Drobeta, prin pasul Vâlcan, și apoi, pe valea Oltului. 
Ultimele cetăți sunt treptat cucerite în vara anului 106, printre care și Sarmizegetusa, unde apărătorii rezistă cu înverșunare. Primul atac a fost respins de apărătorii daci. Romanii au bombardat orașul cu armele lor de asediu și, în același timp, au construit o platforma pentru a ușura intrarea în cetate. Ei au încercuit orașul și cu un zid circumvallatio. 
În cele din urmă, romanii au distrus conductele de apă ale Sarmizegetusei și au obligat pe daci să se predea înainte că să dea foc la oraș. Forțele romane au reușit să între în incinta sacră dacică, unde l-au salutat pe Traian că împărat și apoi au nivelat (distrus) întreagă cetate. Legiunea a IV-a Flavia Felix a staționat acolo pentru a păzi ruinele Sarmizegetusei. Ca urmare a încheierii asediului, Bicilis, un apropiat al lui Decebal, și-a trădat regele și a condus pe romani la comoara dacică, ascunsă sub râul Sargetia.
Decebal și cei scăpați din încercuire sunt urmăriți. Decebal și mulți dintre oamenii săi au scăpat de legiuni în timpul asediului. Ei au fugit spre est, probabil spre fortificația de la Ranisstorum, a cărui localizare exactă nu se mai știe astăzi, doar pentru a fi prinși de către cavaleria romană. Cunoscând tratamentul adesea brutal pe care îl sufereau prizonierii de război luați de romani, se sinucide, în timp ce era urmărit de cavaleria romană, printre aceștia fiind veteranul Tiberius Claudius Maximus. Acesta l-a decapitat. Capul lui Decebal și mâna să dreapta au fost apoi duse lui Traian. Romanii au reorganizat Dacia că pe o provincie romană și au construit o altă capitală la o distanță de 40 kilometri de vechea Sarmizegetusa. Acest centru a fost numit Colonia Ulpia Traiana Augusta Dacica Sarmizegetusa. 
Pierderile suferite în acest război de către daci au fost uriașe, dar armata romană a avut și ea pierderi semnificative în timpul cuceririi Daciei. Romanii distrug cetățile și sanctuarele lor pentru a înăbuși orice rezistență. 
Victoria împotriva dacilor a fost sărbătorită cu fast la Roma.

## Concluzii și urmări
Războaiele dacice au reprezentat un triumf uriaș pentru Roma și armatele sale. Traian a anunțat 123 de zile de sărbătoare în întreg imperiul. Minele de aur bogate ale Daciei au fost folosite de romani, și se estimează ca Dacia a contribuit atunci cu 700 milioane de dinari pe an la economia romană, asigurând surse importante de finanțare pentru alte campanii romane. Cele două războaie au reprezentat victorii importante în cadrul campaniilor expansioniste ale Romei, câștigând sprijinul și admirația oamenilor pentru Traian. Prin cuceririle ulterioare din Asia, Traian a realizat cea mai mare întindere din istoria Imperiului Roman. O mare parte a populației masculine a Daciei a fost ucisă în luptă, trecută în sclavie sau înrolată în legiuni romane și trimisă să lupte la mare distanță de Dacia, în parte pentru a descuraja alte rebeliuni. Mai puțin de jumătate din Dacia a fost oficial anexată și apoi organizată ca provincie a imperiului (Dacia romană).
Perioada de după războaiele dacice a fost, prin folosirea tezaurului dacic și prin preluarea și extinderea exploatării aurului din Carpații Apuseni, una de creștere economică susținută și de relativă pace la Roma. A fost început un mare proiect de construcții, îmbunătățind infrastructura Romei în general. Traian a devenit cu adevărat un împărat civil, deschizând drumul unor întăriri interne ulterioare în cadrul imperiului, ca stat unitar și puternic.

## Imagini ale conflictelor armate dintre daci și romani (basoreliefuri)

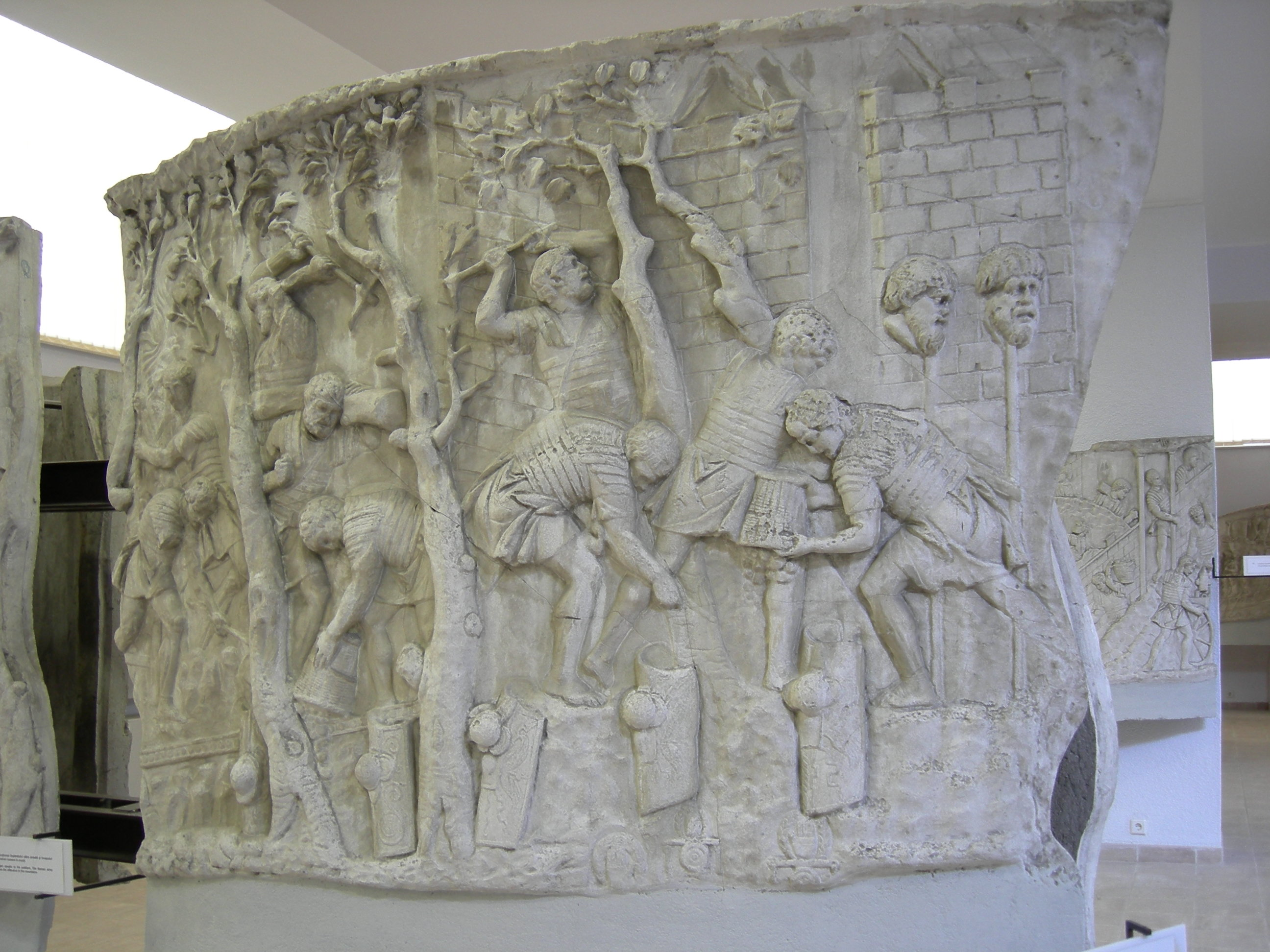
Construcția Podului de la Drobeta ce facilita incursiunile romanilor în Dacia
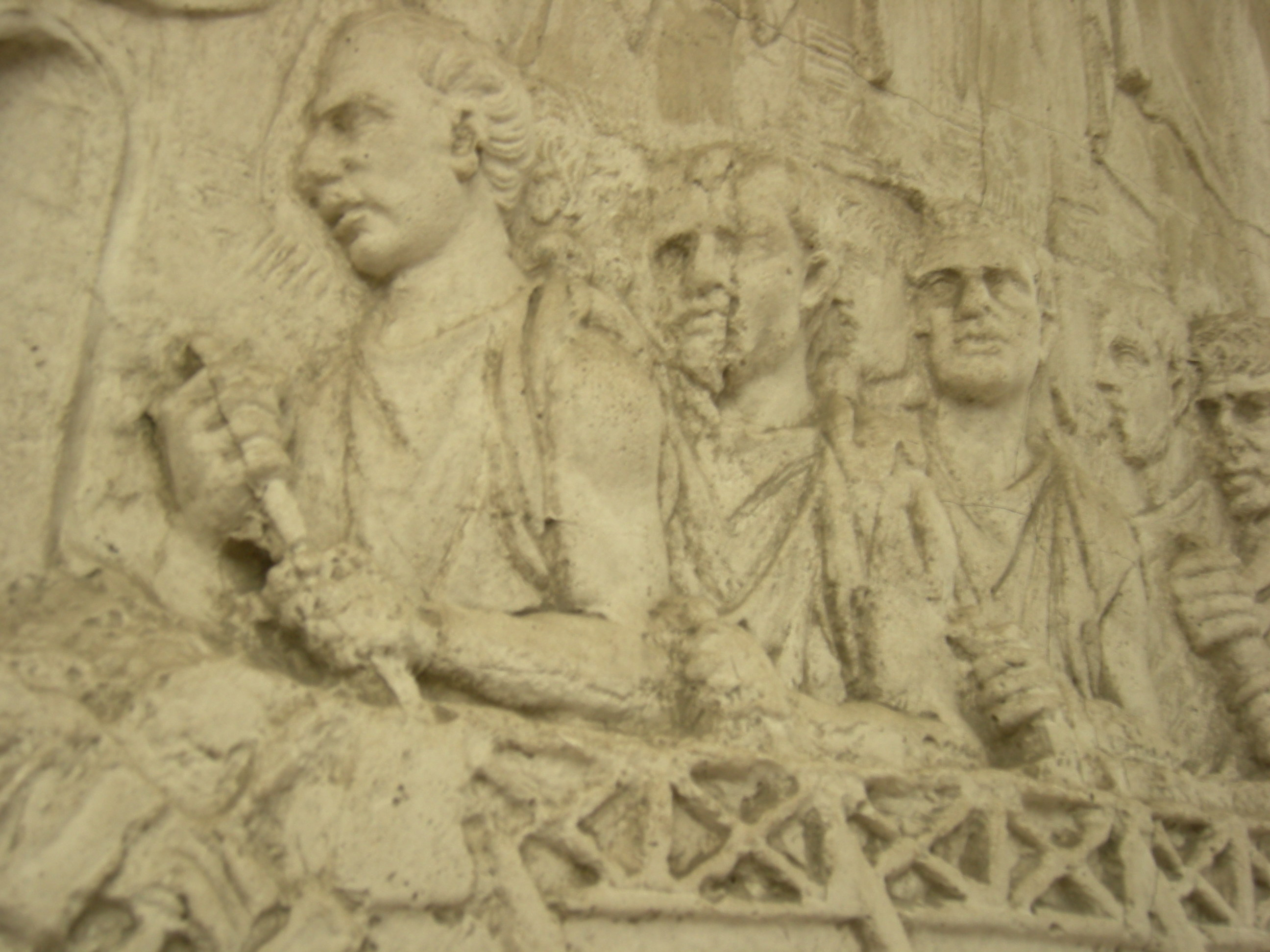
Împăratul roman Traian (98 - 117) traversând Dunărea
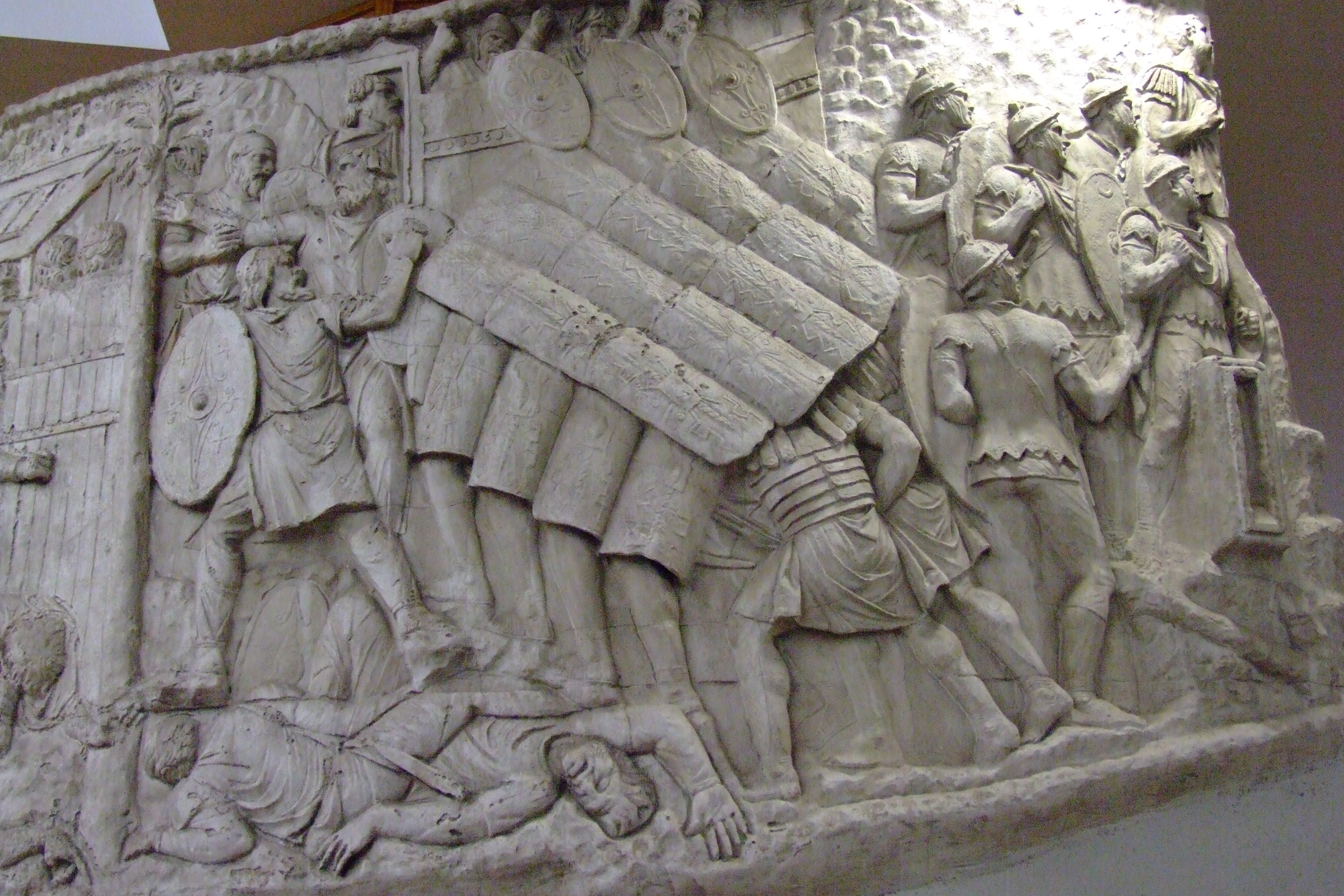
Atacuri permanente ale legionarilor (102)
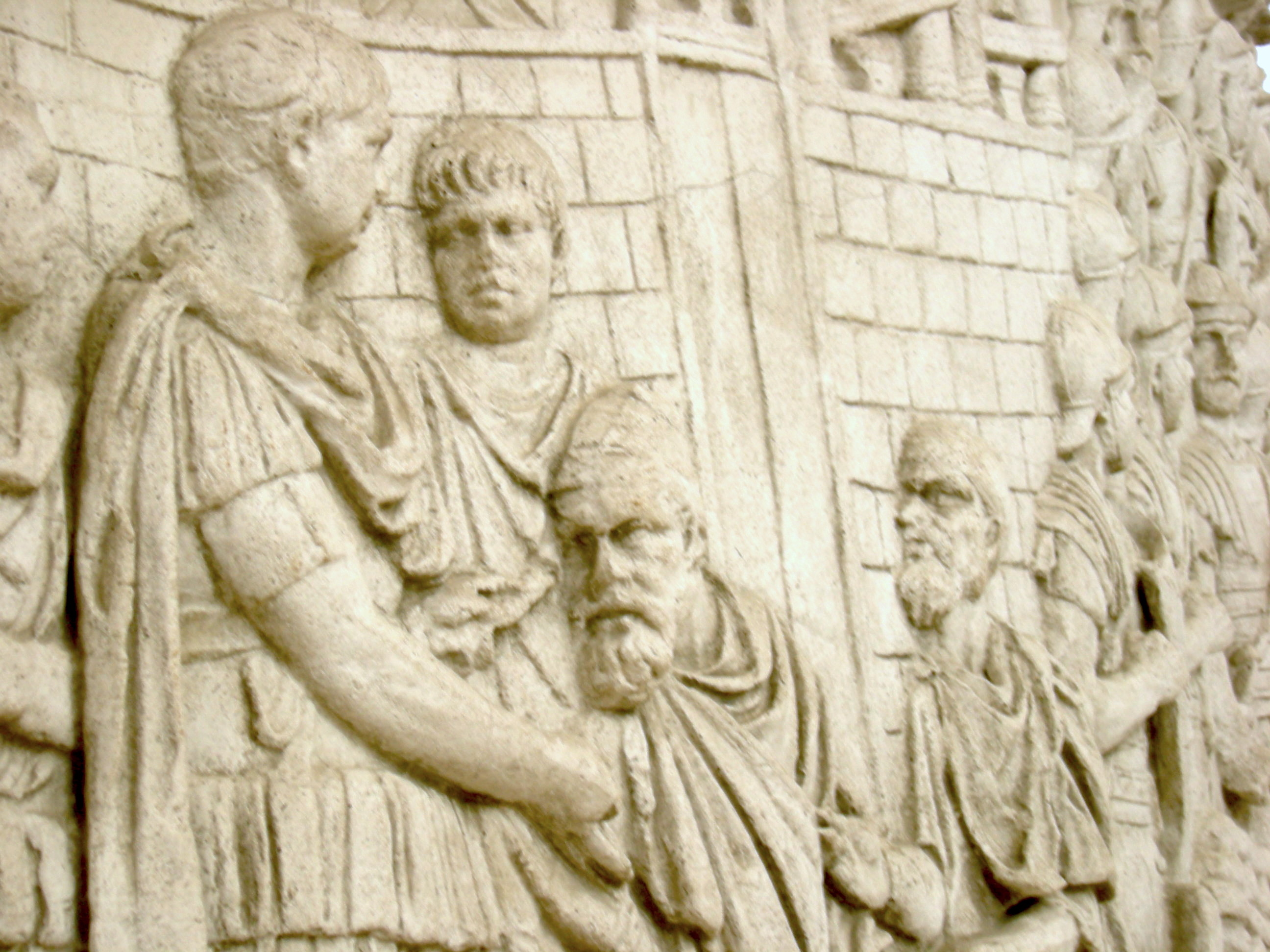
Traian primind aristocrați (tarabostes sau pileati) de la Decebal (87 - 106)
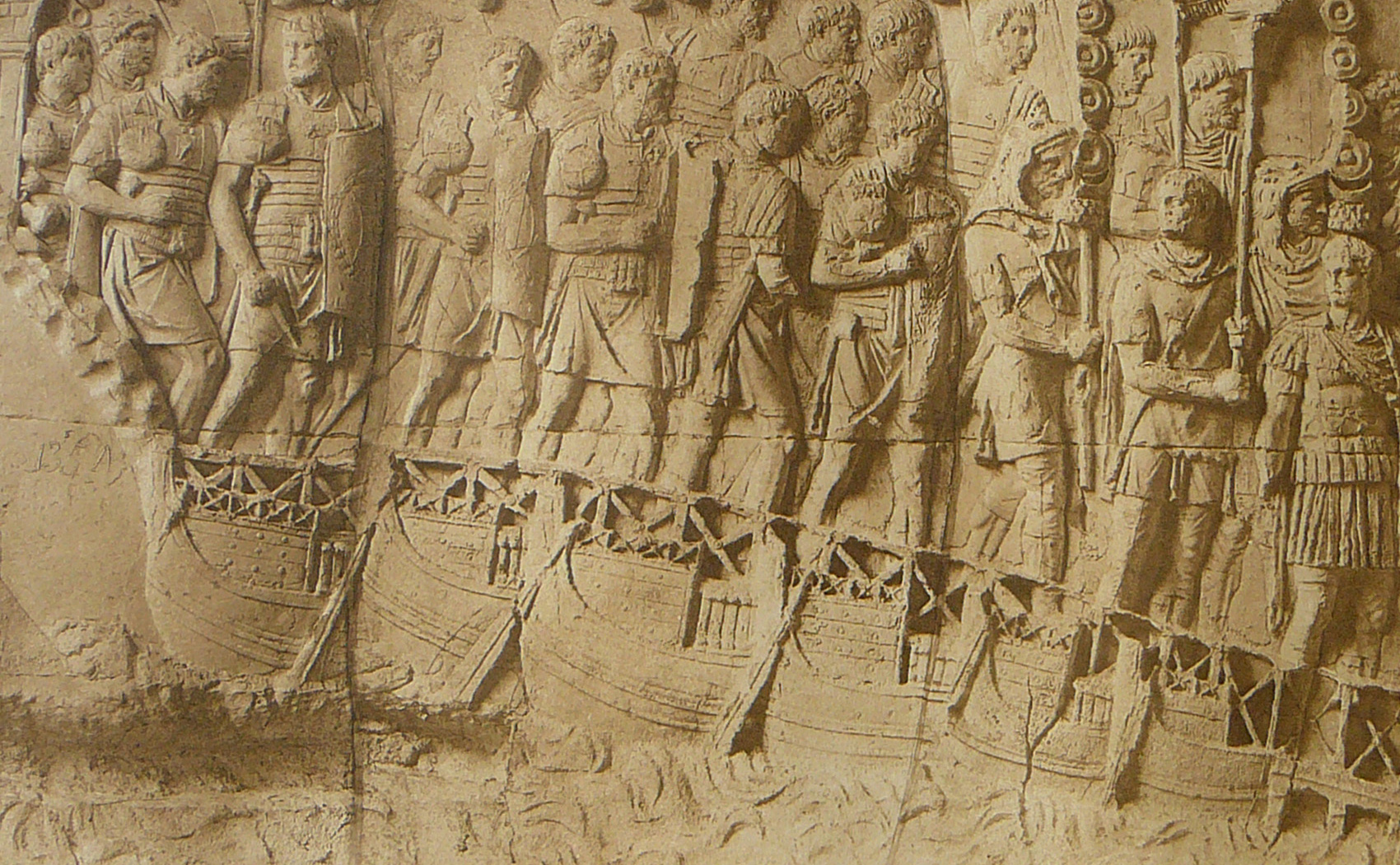
Legionari și soldați romani
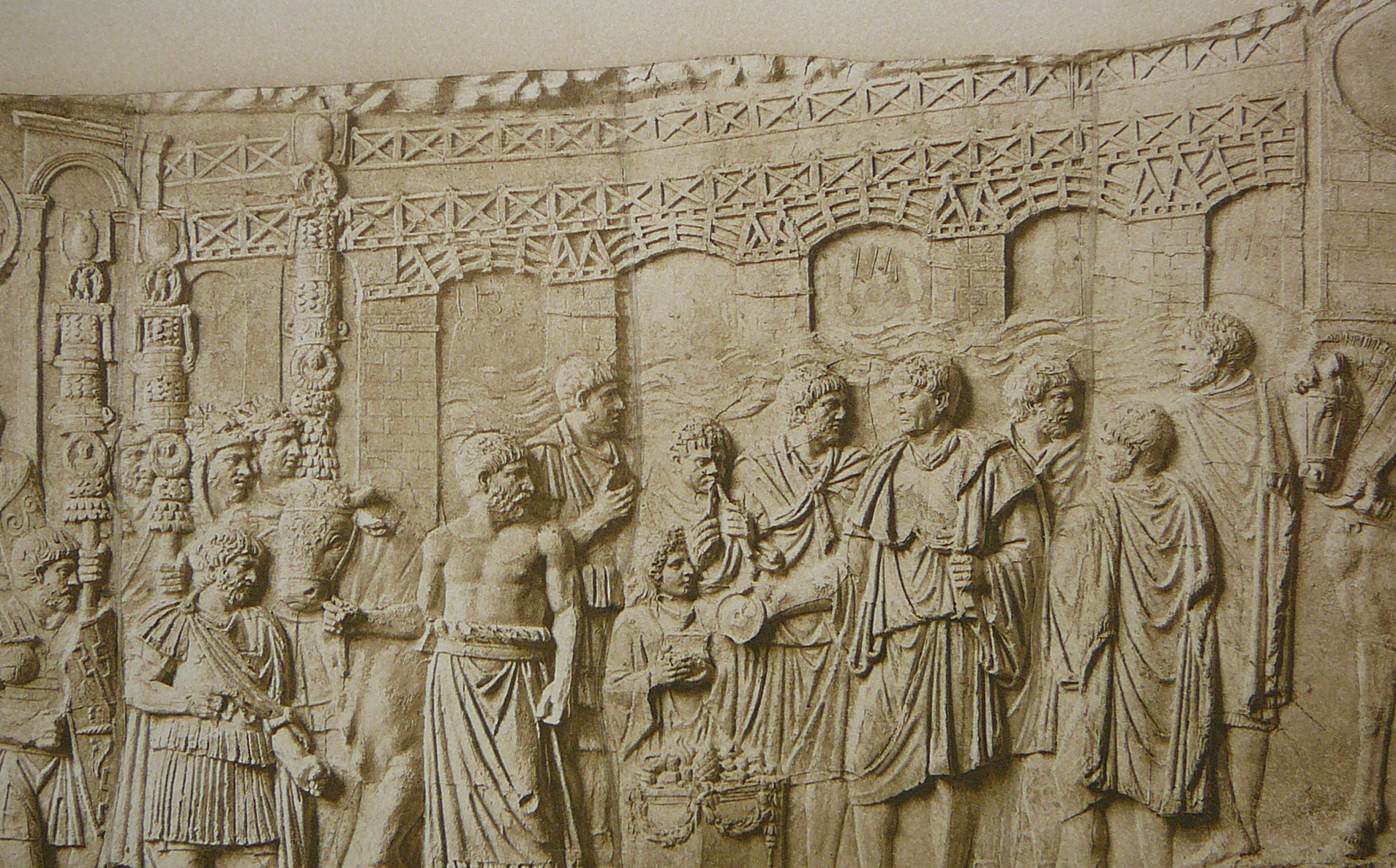
Inaugurarea Podului de la Drobeta construit între 103 - 105
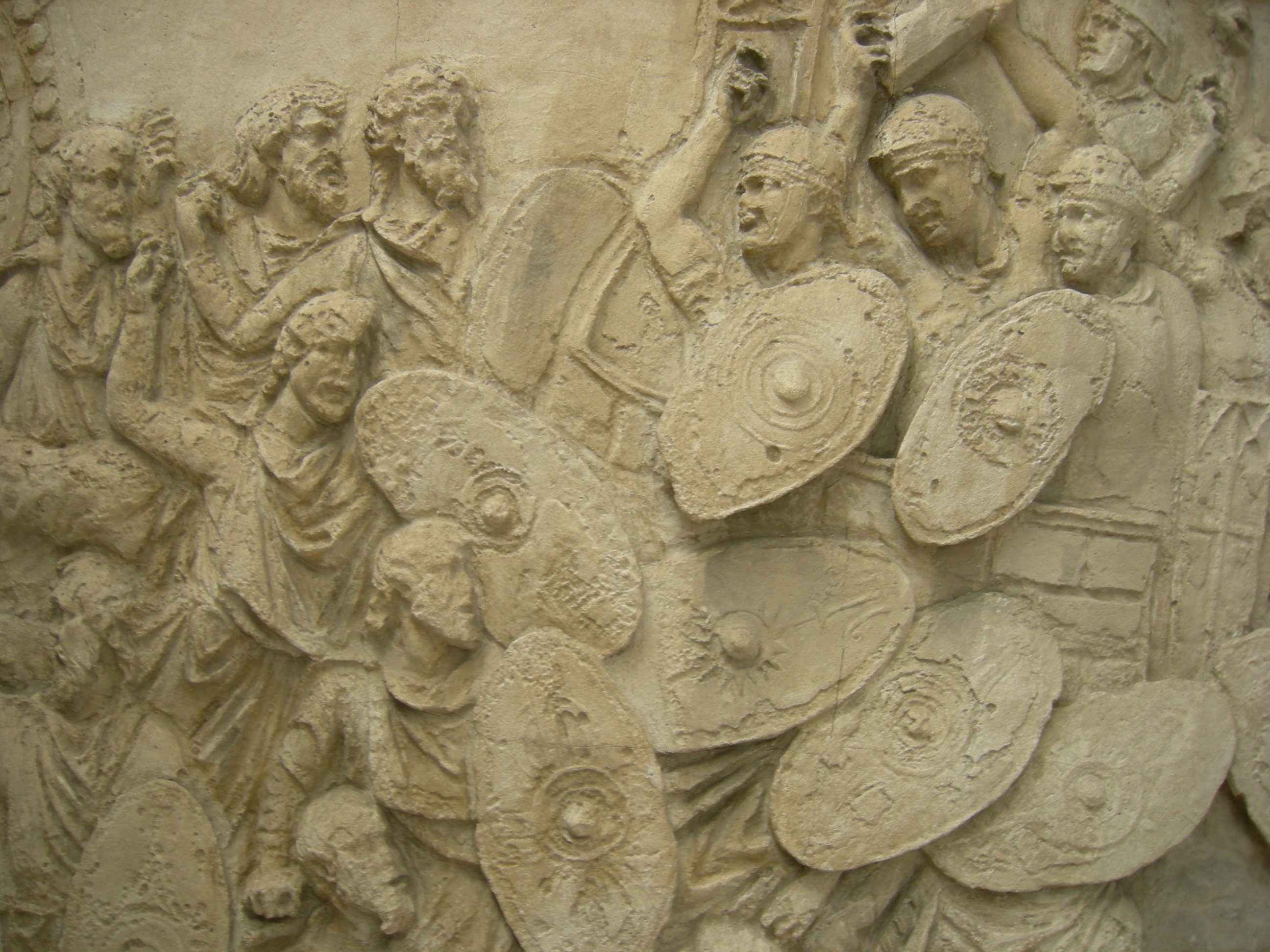
Încrâncenarea luptei (basorelief de pe Columna lui Traian, capodoperă arhitecturală a sirianului Apollodor din Damasc)
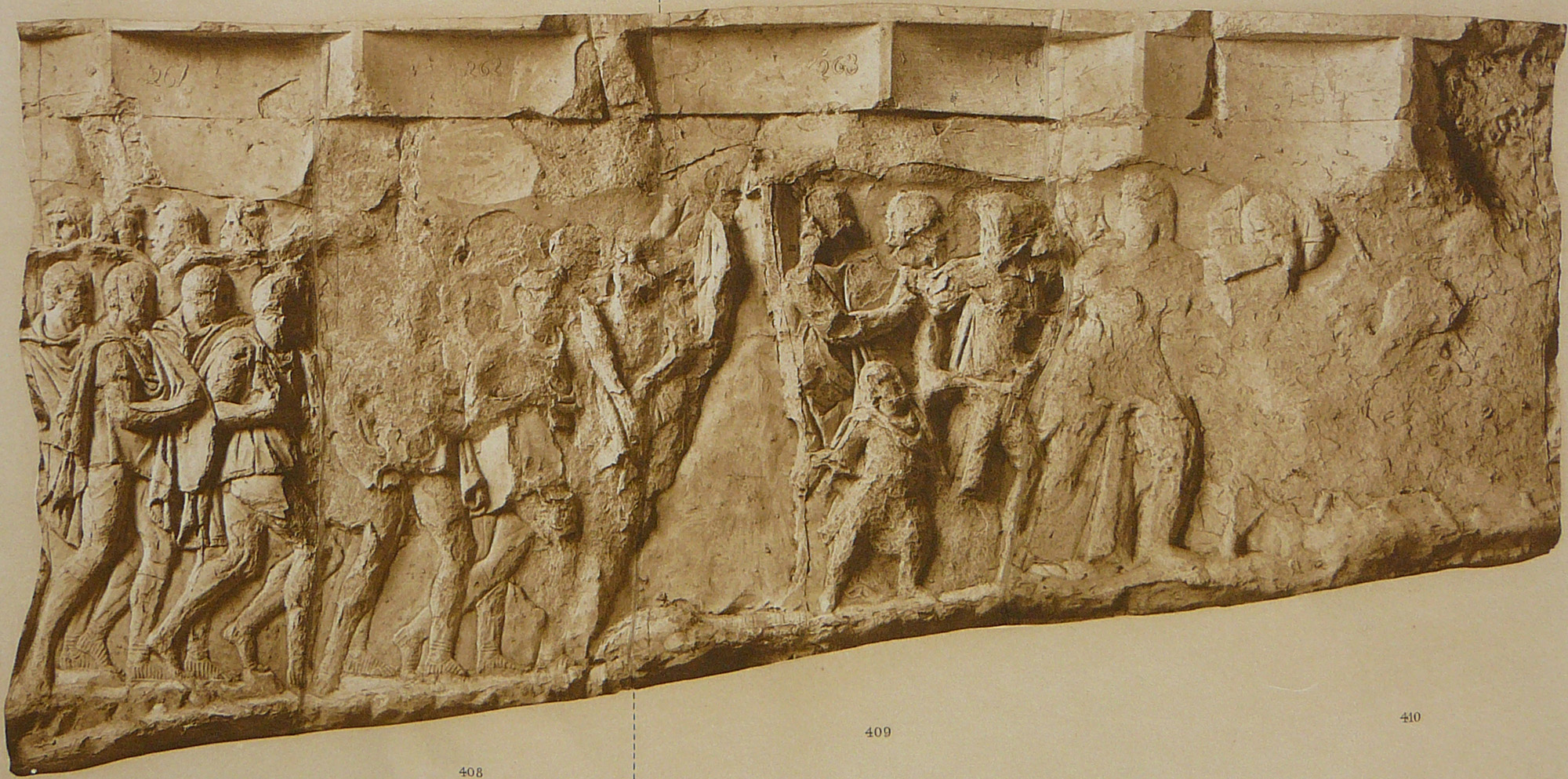
Trupe romane în marș; Plecarea restului dacilor